# Teresa Lara Junco
Teresa Lara Junco (1953) es una economista, investigadora y consultora cubana.
Se dedica a investigar sobre economía feminista en su país natal y sobre las estrategias de Nairobi en estadísticas.
Entre sus publicaciones destacadas se encuentran Panorama económico y social. Perfil estadístico de la mujer cubana en el umbral del siglo XXI. C. Fernández García, Oficina Nacional de Estadísticas, 2005, Mujeres en tránsito. Agencia Española de Cooperación Internacional para el Desarrollo, La Habana, 2009.